# La Nuit de l'erreur
 (octobre 2011).
Si vous disposez d'ouvrages ou d'articles de référence ou si vous connaissez des sites web de qualité traitant du thème abordé ici, merci de compléter l'article en donnant les références utiles à sa vérifiabilité et en les liant à la section « Notes et références ».
La nuit de l'erreur est un roman de l'écrivain et poète marocain Tahar Ben Jelloun, paru en 1997.

## Résumé
Ce livre se présente comme un recueil de contes modernes. Zina nait à Fès au Maroc, mais suit ses parents à Tanger. Adolescente, elle y vit des expériences sexuelles insolites. En rêve, une certaine Fadela lui dit qu’elle a été conçue la Nuit de l’Erreur où il ne fallait rien entreprendre, « une nuit frappée pas la malédiction ».
Sa mère a été prise par cinq garçons, dont Zina raconte quelques épisodes de vie entre autres.